# Rogelio de Todi
Rogerio o Rogelio de Todi fue un terciario franciscano, que según la tradición, fue discípulo de San Francisco de Asís, quien lo envió en misión evangelizadora a España. Fue el fundador de la orden allí. Su culto fue aprobado por uno de sus conocidos, el papa Gregorio IX, pero su beatificación fue mucho después.